# Chirinosbius poecilis
Chirinosbius poecilis is een hooiwagen uit de familie Cosmetidae.